# Larissa Riquelme
Pour les articles homonymes, voir Riquelme.
Larissa Mabel Riquelme Frutos, connue sous le nom de Larissa Riquelme, est une mannequin et actrice paraguayenne, née le 22 février 1985 à Asuncion au Paraguay. Elle est supportrice de l'équipe nationale du Paraguay et du club de Cerro Porteño pour lesquels évoluait son partenaire Jonathan Fabbro. Depuis 2010, elle est le mannequin le mieux payé du Paraguay.

## Biographie
Elle est devenue une star dans son pays lors de la Coupe du monde de football 2010, lors de laquelle elle a été élue « supportrice la plus sexy du mondial », devenant par ailleurs un phénomène Internet,. Elle a d'abord été repérée par le site Internet Digg qui a publié une photo d'elle dans les tribunes, puis de nombreux sites et agences lui ont consacré des reportages, comme l'agence Reuters ou le site chinois Sohu, partenaire officiel de la Coupe du monde. Sa façon de laisser son téléphone portable dans son décolleté a été très remarquée par les internautes, dont certains ont cherché à savoir de quelle marque était le portable en question, concluant qu'il s'agissait d'un Nokia E71.
Elle promet de poser nue en cas de victoire du Paraguay en quart de finale de la Coupe du monde. Selon le site huffingtonpost.com, elle aurait même déclaré son intention de courir nue dans les rues avec son corps peint aux couleurs de son équipe si le Paraguay remportait la Coupe du monde. Malgré la défaite du Paraguay en quart de finale contre l'Espagne, Larissa pose nue dans le journal Diario Popular, pour, selon elle, récompenser la performance de ses joueurs favoris : « Je me dénuderai, ce sera mon cadeau pour tous les joueurs paraguayens, qui ont tout donné sur le terrain. Et pour que tout le peuple paraguayen en profite. Je le ferai, croyez-moi »,. Mannequin de lingerie, elle est déjà habituée à poser dénudée et elle a en fait déjà posé nue auparavant, pour la version argentine du magazine Maxim.